# Reprezentacja Kirgistanu w rugby union mężczyzn
Reprezentacja Kirgistanu w rugby union mężczyzn – zespół rugby union, biorący udział w imieniu Kirgistanu w meczach i sportowych imprezach międzynarodowych, powoływany przez selekcjonera, w którym mogą występować wyłącznie zawodnicy posiadający obywatelstwo tego kraju, mieszkający w nim, bądź kwalifikujący się ze względu na pochodzenie rodziców lub dziadków. Za jego funkcjonowanie odpowiedzialny jest Kirgiski Związek Rugby, członek ARFU oraz członek stowarzyszony World Rugby.
Swój debiut na arenie międzynarodowej zaliczyła w przegranym meczu z Iranem 5 października 2008 roku.
Wzięła udział w pierwszych dwóch turniejach regionalnych Asian Five Nations, w 2010 roku miała uczestniczyć w turnieju IV dywizji, jednak z powodu zamknięcia granicy pomiędzy Kazachstanem a Kirgistanem nie stawiła się na turniej.

## Turnieje

### Udział wAsian Five Nations
| Rok  | Klasa rozgrywek    | Wynik             | Źródło |
| ---- | ------------------ | ----------------- | ------ |
| 2008 | Turniej regionalny | 3.                |        |
| 2009 | Turniej regionalny | 2.                |        |
| 2010 | Dywizja IV         | Nie brała udziału |        |
| 2011 | -                  | Nie brała udziału |        |
| 2012 | -                  | Nie brała udziału |        |
| 2013 | -                  | Nie brała udziału |        |
| 2014 | -                  | Nie brała udziału |        |

### Udział wPucharze Świata
| Rok  | Kwalifikacje                         | Wynik |
| ---- | ------------------------------------ | ----- |
| 1987 | Nie brała udziału, była częścią ZSRR | -     |
| 1991 | Nie brała udziału                    | -     |
| 1995 | Nie brała udziału                    | -     |
| 1999 | Nie brała udziału                    | -     |
| 2003 | Nie brała udziału                    | -     |
| 2007 | Nie brała udziału                    | -     |
| 2011 | Nie brała udziału                    | -     |
| 2015 | Nie brała udziału                    | -     |
| 2019 |                                      |       |